# Bataille de Tora Bora
La bataille de Tora Bora est une opération militaire qui se déroule en décembre 2001 dans la province afghane de Nangarhâr entre les Talibans et leurs alliés d'une part, l'Alliance du Nord et les forces de l'OTAN d'autre part après les attentats du 11 septembre 2001 dans les montagnes de Tora Bora. Lors de cette bataille, sur le point d'être capturé ou tué, Oussama ben Laden parvient à s'enfuir. 

## Contexte

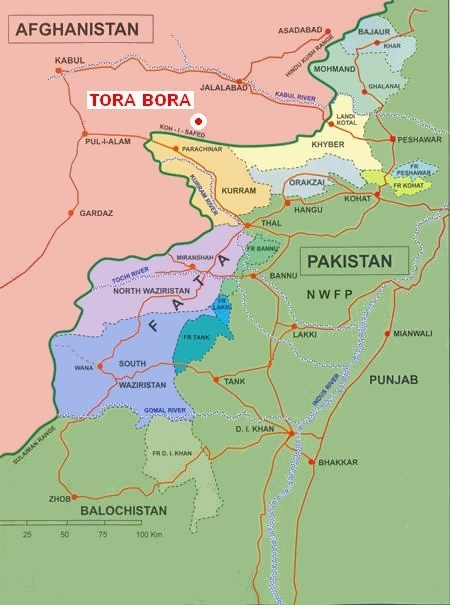
Localisation de Tora Bora

Le mois de novembre 2001 a vu l'effondrement du pouvoir des Talibans sous les coups de la coalition menée par l'Alliance du Nord et les Américains. Après la prise de Kaboul (14 novembre), les coalisés ont détruit l'essentiel des forces talibanes. Certaines des forces en fuite, en particulier des djihadistes non-afghans entraînés par Al-Qaida, se dirigent alors vers Tora Bora. 
Oussama ben Laden avait construit une route à travers le massif montagneux de Tora Bora en 1987, pendant la guerre soviéto-afghane, pour relier son camp al-Masada près de Jaji dans la province de Paktia à la ville de Jalalabad. C'est à la suite d'une bataille avec une force soviétique à Jaji en avril 1987 que ben Laden avait acquis une image de combattant dans les milieux des djihadistes. Dans les années précédant le 11 septembre, ben Laden avait une habitation à Milawa, au pied de Tora Bora, comprenant une piscine rudimentaire. Ben Laden faisait fréquemment des promenades jusqu'à la frontière pakistanaise proche, qui prenaient de sept à quatorze heures. 
Une rumeur largement reprise dans la presse à l'époque fut qu'à Tora Bora se trouvait un gigantesque complexe souterrain. Tout est apparemment parti d'une description faite dans le New York Times des grottes de Zhawar Kili dans la province de Paktiyâ d'après le récit d'un vétéran russe, Viktor Kutsenko, un sapeur chargé de les détruire en 1986. Selon Kutsenko, il y avait 41 grottes, fermées par des portes en acier, où l'électricité était installée, comprenant diverses installations très équipées dont un hôpital avec une machine à ultra-sons, et l'une d'elles contenait même un char T-34. Divers articles de journaux ont ensuite repris la description de cette « forteresse souterraine », en la situant à Tora Bora au lieu de Zhawar Kili, en l'amplifiant en parlant d'une véritable fourmilière creusée à 300 mètres sous la montagne, pouvant accueillir des centaines voire des milliers d'hommes, équipée de systèmes de ventilation, etc., le tout parfois illustré de vues d'artistes spectaculaires. Finalement, aucun complexe souterrain sophistiqué n'a été trouvé à Tora Bora, mais de nombreuses grottes qui servaient d'abris à personnel, d'hôpital et d'entrepôts de munitions. Les Américains ont fouillé Zhawar Kili en janvier 2002, ils y ont trouvé 70 grottes dans une zone d'environ 3,5 km sur 3,5, certains souterrains contenant des hôpitaux, deux chars et des BMP.

## La bataille

### La traque de ben Laden
Le 15 novembre, la station de la CIA dirigée par Gary Berntsen, établie depuis peu à Kaboul, reçut de l'Alliance du Nord des renseignements selon lesquels Oussama ben Laden aurait fui Kaboul et se dirigerait vers Jalalabad. Cherchant à le poursuivre pour le capturer ou l'éliminer, Berntsen assembla une équipe, Team Juliet, constituée de quatre agents de la CIA dont son adjoint « George », trois soldats du Joint Special Operations Command (JSOC) et un infirmier des Special Forces (SF), chargée de se diriger vers Jalalabad. L'Alliance du Nord n'avait pour seul allié dans la région qu'un chef de guerre de la tribu Pashai, le général Hazrat Ali,.
Berntsen demanda des renforts à l'armée. Mais à ce moment, les Américains avaient très peu de troupes déployées en Afghanistan. La 10e division de montagne (infanterie légère) avait seulement une compagnie renforcée à Begrâm et Mazâr-e Charîf. Environ un millier de Marines s'installeront sur la base d'opérations avancée Rhino dans la province de Helmand, à plus de 700 km de là, à partir du 25 novembre. Un lieutenant-colonel des SF attaché à la division des activités spéciales de la CIA avait reçu pour mission d'entraîner des équipes d'Afghans à poursuivre les troupes d'Al-Qaida et pour ce faire, une équipe SF avait été placée sous ses ordres. Berntsen le persuada que le temps manquait et que l'équipe devait être utilisée directement, mais le colonel John F. Mulholland, commandant les SF en Afghanistan, exigea que la CIA établisse le contact avec Hazarat Ali avant de déployer l'équipe SF à Jalalabad. 

### Le contact avec les forces anti-talibanes

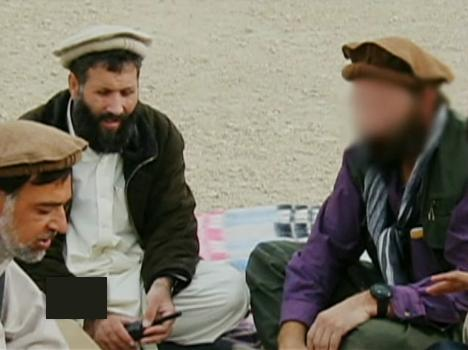
De gauche à droite : Zaman Ghamsharik, Hazrat Ali et « George » de la CIA

Le 20 novembre, « George » eut son premier contact avec Hazrat Ali. Bien que la communication ait été difficile (le seul traducteur était l'assistant d'Ali qui parlait un peu anglais), Ali manifesta sa volonté d'aider les Américains (persuadé, entre autres, par le paiement de 250 000 $). Ses forces contrôlaient Jalalabad, mais des groupes de Talibans et d'al-Qaida rôdaient toujours dans la province. Trois jours plus tard, on recommanda à Gary Bernsten de contacter un chef de guerre Pachtoune, Haji Zaman Ghamsharik, qui voulait rentrer de son exil en France pour combattre al-Qaida. Ali considérait Zaman comme un rival, mais Berntsen voulut quand même prendre contact avec Zaman car il pensait avoir besoin de toutes les forces possibles, pour affronter al-Qaida comme pour rétablir l'ordre dans la province. 
Le 24 novembre, la station de la CIA reçut plusieurs rapports du service de renseignements de l'Alliance du Nord selon lequel ben Laden était arrivé à Jalalabad le 12 novembre dans un convoi de véhicules 4x4, accompagné de plusieurs dizaines de combattants. Le convoi aurait peu après quitté la ville et se serait dirigé vers le Sud. Deux jours plus tard, le convoi passait dans le village d'Agam. Les différents rapports montraient que le convoi progressait à une allure régulière vers le Spin Ghar et la frontière pakistanaise. La CIA pensait que ben Laden allait se cacher dans la région de Tora Bora ou fuir vers les régions tribales du Pakistan. Le 25 novembre, l'équipe Juliet partit de Jalalabad pour se positionner au pied des Montagnes Blanches. Hazrat Ali avait déjà établi son campement au village de Pachir ; ses soldats envoyés poser des questions aux villageois de Pachir et d'Agam rapportèrent que des centaines de combattants d'al-Qaida étaient passés en direction des montagnes de la zone de Tora Bora. « George » décida d'infiltrer dans les montagnes une petite équipe formée de deux agents de la CIA, d'un opérateur Delta et d'un Combat Controller, équipe qu'il appela Juliet Forward

### Juliet Forward

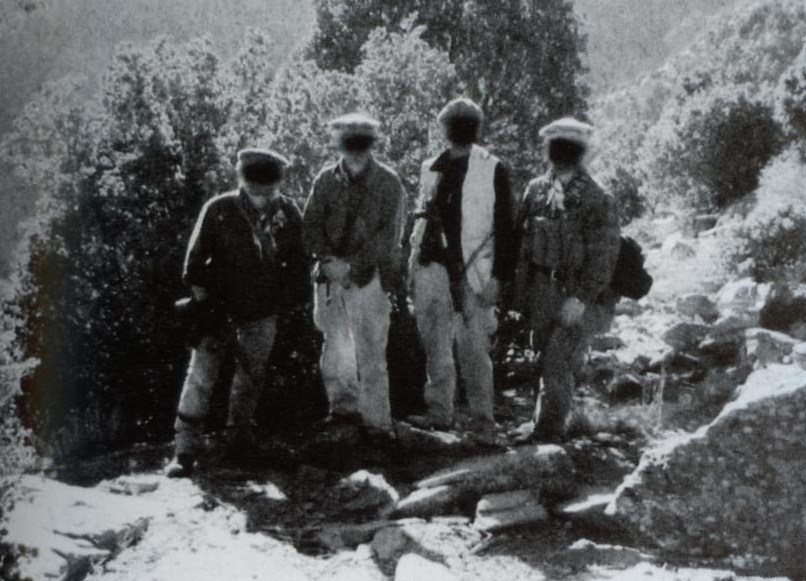
L'équipe Juliet Forward

L'équipe Juliet Forward, accompagnée d'une dizaine d'hommes de Hazrat Ali, commença son infiltration à pied dans les montagnes, l'équipement étant chargé sur des mules. Ils marchèrent pendant deux jours sur un terrain extrêmement difficile, à plus de 3 000 m d'altitude en plein hiver. Finalement, le 29 novembre, ils établirent un poste d'observation et commencèrent à guider des frappes aériennes sur un camp d'entraînement d'al-Qaida situé dans la vallée de Milawa. Ils continuèrent pendant 56 heures d'affilée. Le 1er décembre, le colonel Mulholland accepta d'envoyer l'équipe SF auprès d'Hazrat Ali, mais comme les Américains n'avaient pas dans la région de moyens d'évacuer des blessés, de ravitaillement ni de force de réaction rapide, il leur interdit d'aller sur la ligne de front ; ils devaient conseiller Hazrat Ali à l'arrière et guider des frappes aériennes seulement. L'équipe ODA 572, utilisant l'indicatif Cobra 25, se déploya de Kaboul à Jalalabad par un hélicoptère MH-47 le jour suivant.

### Les combats

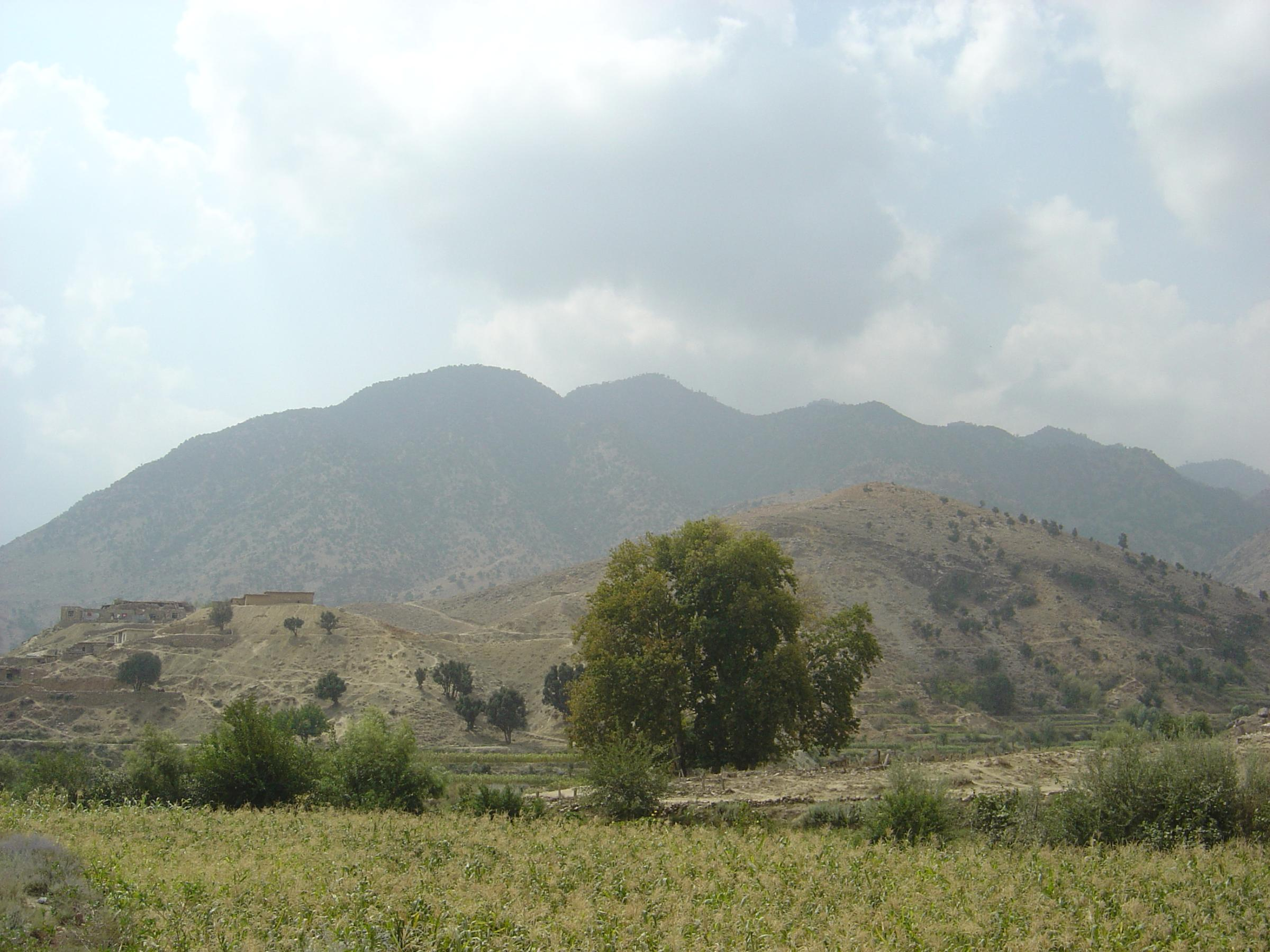
Tora Bora en 2006.

Le 12 décembre 2001, les milices anti-talibanes, fortes de 2 000 hommes et soutenues par les Américains, reprennent l'offensive et progressent dans les montagnes. Des renforts issus des forces spéciales allemandes, britanniques et américaines sont acheminés pour soutenir l'avance des troupes au sol. Le dernier complexe fortifié est pris le 17 décembre. Les derniers combattants d'Al-Qaida battent alors en retraite dans les montagnes.
Au cours de la bataille, il est apparu que le complexe de Tora Bora n'avait que peu à voir avec les informations fournies par les médias, mais il s'y trouvait comme indiqué plus haut de nombreuses grottes qui servaient de bunkers, d'hôpitaux de campagne et d'entrepôts de munitions. Quelques petits camps d'entraînements ont aussi été trouvés. 
Malgré des recherches qui ont continué jusqu'en janvier 2002, Ben Laden n'a pas été retrouvé à Tora Bora. Des chefs de guerre Afghans, comme Zaman Ghamsharik, sont soupçonnés de l'avoir laissé s'enfuir.

## Pertes
Les pertes de la Coalition sont inconnues. Les pertes d'Al-Qaida, sont, selon les Américains, proches de 200 combattants sur les 300 présents au début de la bataille.

## Conséquences

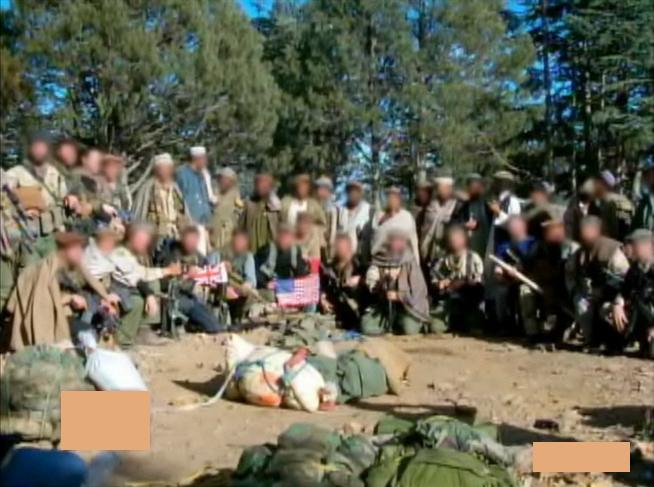
Commandos de la Delta Force et du SBS britannique à Tora Bora.

Cette bataille permet aux Américains et aux Britanniques de consolider leur succès lors de la campagne de 2001 en repoussant le principal allié des Talibans. Ils auront ainsi le temps d'instaurer un nouveau pouvoir en Afghanistan avant le retour des grandes opérations contre les Talibans en mars 2002.
Le 30 novembre 2009, la commission des affaires étrangères du Sénat américain rend public un document révélant qu'Oussama ben Laden aurait pu être capturé alors qu'il séjournait dans la région montagneuse de Tora Bora aux alentours du 16 décembre 2001 si l'armée américaine avait pu mobiliser massivement plusieurs milliers d'hommes dans la région au lieu d'opter pour une approche commando appuyés par les miliciens afghans et des frappes aériennes.